# Муссо, Франческо
Франче́ско Му́ссо (итал. Francesco Musso; 22 августа 1937, Пор-Сен-Луи-дю-Рон) — итальянский боксёр полулёгкой весовой категории. В начале 1960-х годов выступал за сборную Италии: чемпион летних Олимпийских игр в Риме, чемпион национального первенства, участник многих международных турниров и матчевых встреч. В период 1960—1966 боксировал на профессиональном уровне, но без особых достижений.

## Биография
Франческо Муссо родился 22 августа 1937 года в коммуне Пор-Сен-Луи-дю-Рон, департамент Буш-дю-Рон, Франция, однако почти на протяжении всей жизни проживал в итальянском городке Акви-Терме, регион Пьемонт, где и начал заниматься боксом. На международном уровне дебютировал в 1959 году, когда поучаствовал в двух матчевых встречах против сборных Югославии и Румынии. В 1960 году стал чемпионом Италии в полулёгком весе и благодаря череде удачных выступлений удостоился права защищать честь страны на летних Олимпийских играх в Риме. На Олимпиаде одолел всех своих соперников, в том числе финна Йорму Лиммонена и поляка Ежи Адамского в полуфинале и финале соответственно.
Получив золотую олимпийскую медаль, Муссо решил попробовать себя среди профессионалов и покинул сборную. Его профессиональный дебют состоялся уже во октябре 1960 года, своего первого соперника он победил по очкам в шести раундах. В течение последующих шести лет провёл 28 поединков, из них 24 окончил победой (в том числе 7 досрочно) и 4 раза проиграл. Почти все его бои проходили на территории Италии, противники были не очень известными, титульных матчей не предвиделось, и в конце 1966 года после очередного поражения Франческо Муссо принял решение завершить карьеру профессионального боксёра.